# Brunon Lechowski
Brunon Bronisław Lechowski (ur. 4 kwietnia 1887 w Warszawie, zm. 16 października 1941 w Rio de Janeiro) – polski malarz i scenograf.

## Życiorys
Początkowo uczył się gry na skrzypcach, ale ostatecznie podjął studia w kijowskiej Akademii Sztuk Pięknych. Naukę malarstwa kontynuował w Akademii w Petersburgu, w Warszawie i Paryżu. Po powrocie do Warszawy, został wykładowcą w Szkole Sztuk Pięknych.
Od ok. 1911 wystawiał swoje obrazy w Petersburgu, Krakowie, Warszawie – m.in. w Salonie Artystycznym Feliksa Richlinga i Towarzystwie Zachęty Sztuk Pięknych. Był autorem scenografii do przedstawień teatralnych i filmów. Współpracował m.in. z kijowskim Teatrem Studya Stanisławy Wysockiej (sezon 1916/1917), teatrem łódzkim (sezon 1918/1919) oraz warszawskimi teatrami Reduta (sezony 1919/1920 i 1920/1921) i Stołecznym (sezon 1919/1920). Zaprojektował dekoracje do polskich filmów Lokaj (1919), Blanc et noir (1919), Za trzy spojrzenia (1922) i Krzyk w nocy (1922).
Jesienią 1924 ogłoszono, że zawarł zakład o 300 tys. zł., że odbędzie podróż dookoła świata utrzymując się po drodze samodzielnie oraz że w tym czasie będzie komunikować się wyłącznie w języku polskim. Po wyruszeniu odwiedził wiele krajów, ostatecznie osiadł na stałe w Brazylii. W 1931 na krótko powrócił do Polski, gdzie prezentował swoją twórczość powstałą na obczyźnie. Resztę życia spędził w Rio de Janeiro. Od 1931 należał do Nucleo Bernardelli, grupy artystycznej założonej przez malarzy modernistów.

## Twórczość
Jego twórczość wyróżniała interesująca kolorystyka. Malował najczęściej obrazy o tematyce fantastycznej, jednak sławę zyskał jako pejzażysta.

## Ordery i odznaczenia
- Srebrny Krzyż Zasługi – 15 listopada 1938 „za zasługi na polu sztuki”[5]

## Galeria

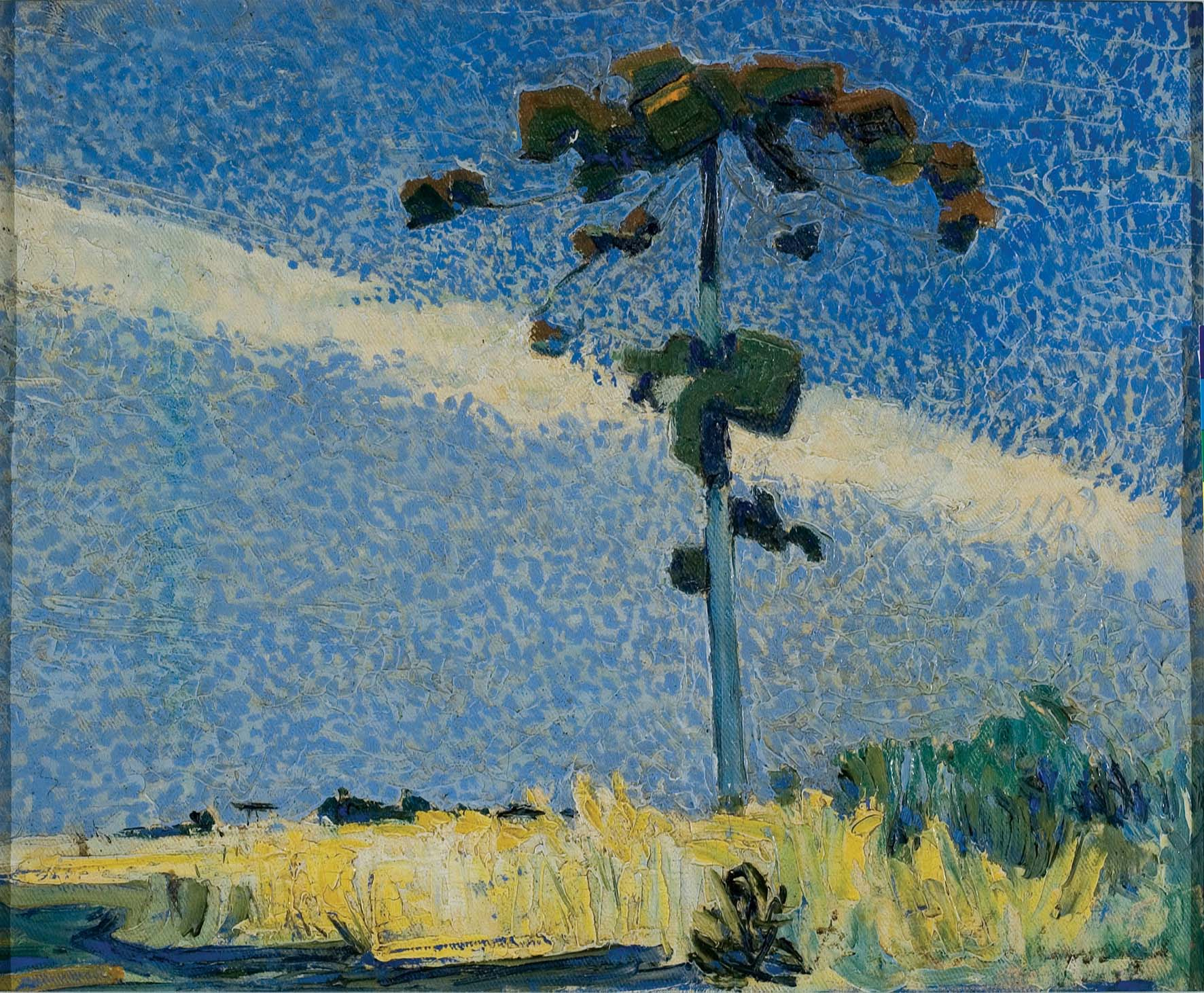
Pinheiro, lata 20. XX w.
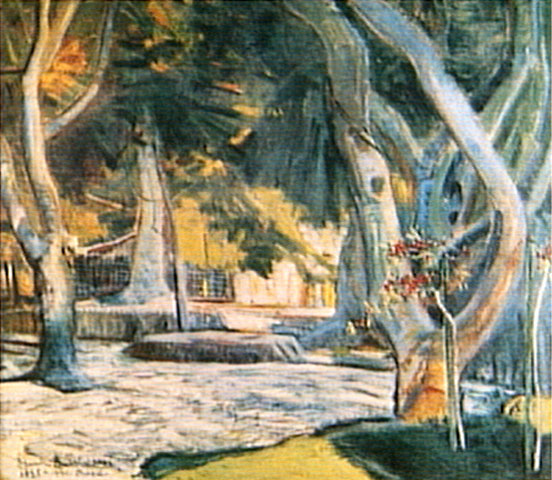
Paisagem com Árvores, 1925
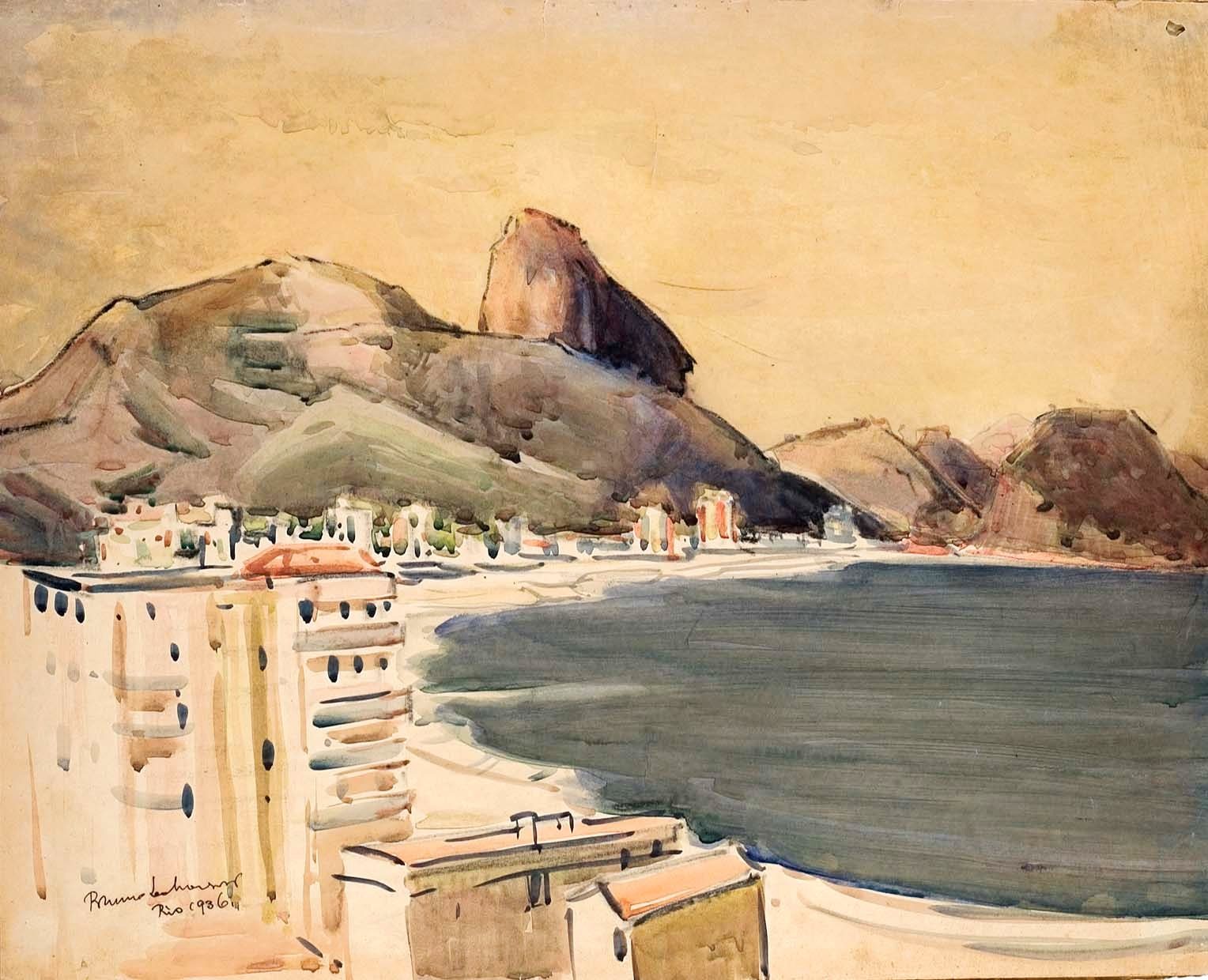
Praia de Copacabana, 1936
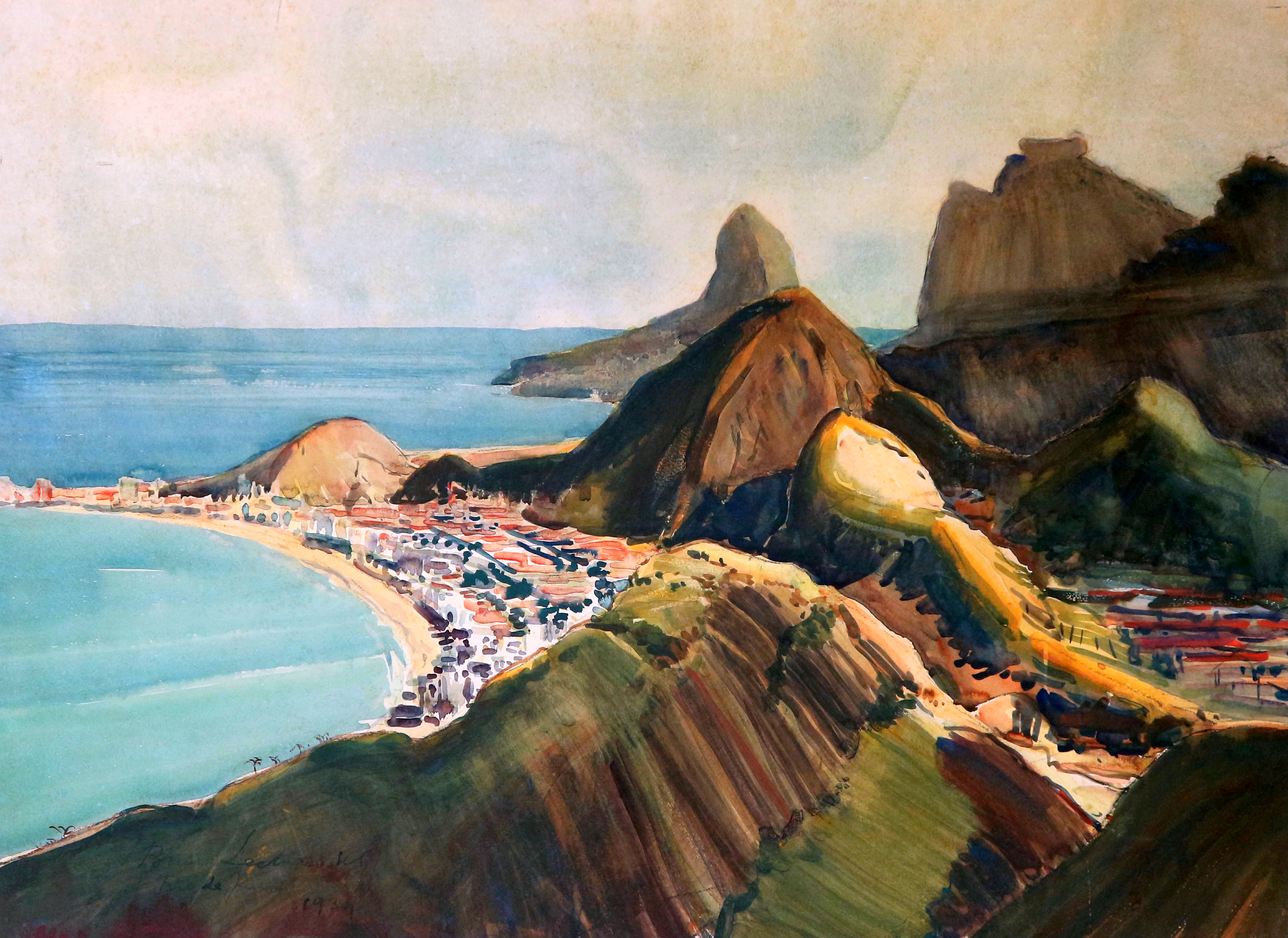
Rio de Janeiro, Capital da Beleza, 1939
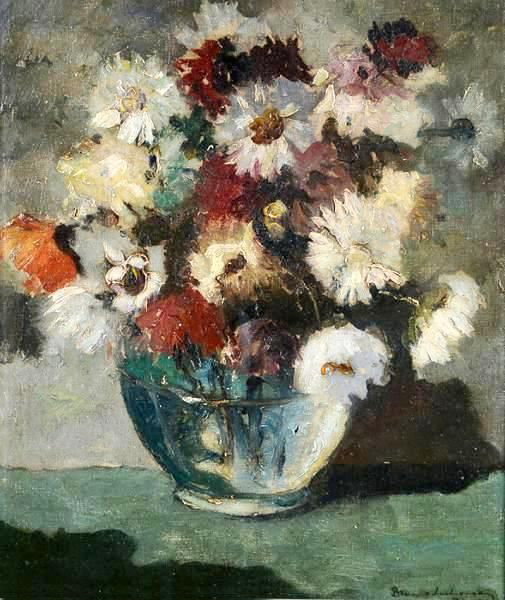
Vaso com flores, przed 1941